# Archiv im Haus der Geschichte des Ruhrgebiets

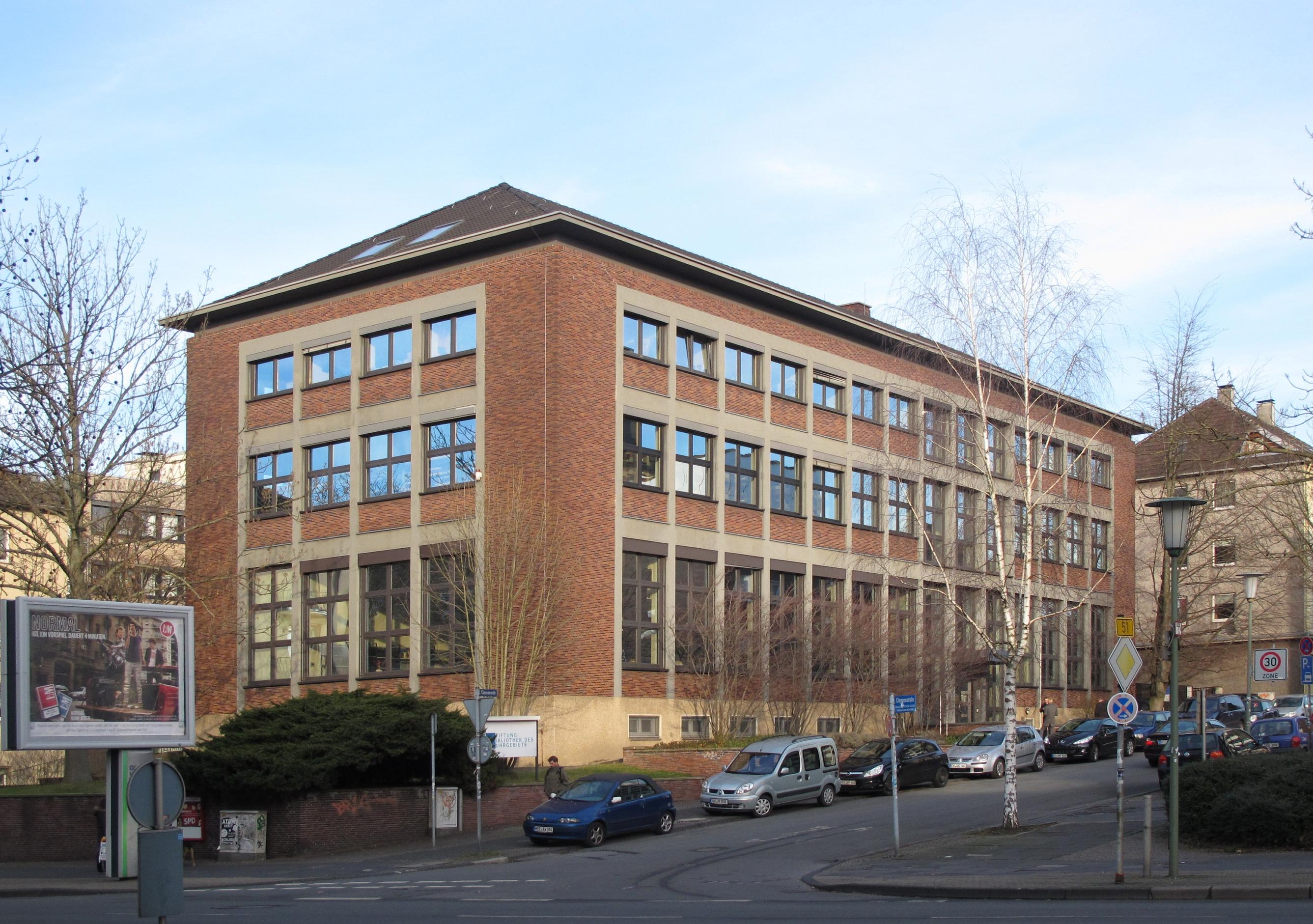
Haus der Geschichte des Ruhrgebiets

Das Archiv im Haus der Geschichte des Ruhrgebiets (AHGR), ehemals Archiv für soziale Bewegungen, ist eine Einrichtung der Stiftung Geschichte des Ruhrgebiets mit Sitz in Bochum.

## Geschichte
Das AHGR wurde 1998 mit der Stiftung Geschichte des Ruhrgebiets auf Initiative des Sozialhistorikers Klaus Tenfelde gegründet. Als Stifter fungierten der Gesamtverband des deutschen Steinkohlenbergbaus, die IG Bergbau, Chemie, Energie, die RAG Aktiengesellschaft, die DMT Gesellschaft für Lehre und Bildung, die Ruhr-Universität Bochum und die Stadt Bochum.
Das Archiv befindet sich im Zentrum der Stadt Bochum unweit des Schauspielhauses im Haus der Geschichte des Ruhrgebiets, das ebenfalls die Stiftungsbibliothek und das Institut für soziale Bewegungen der Ruhr-Universität Bochum beherbergt.

## Bestände

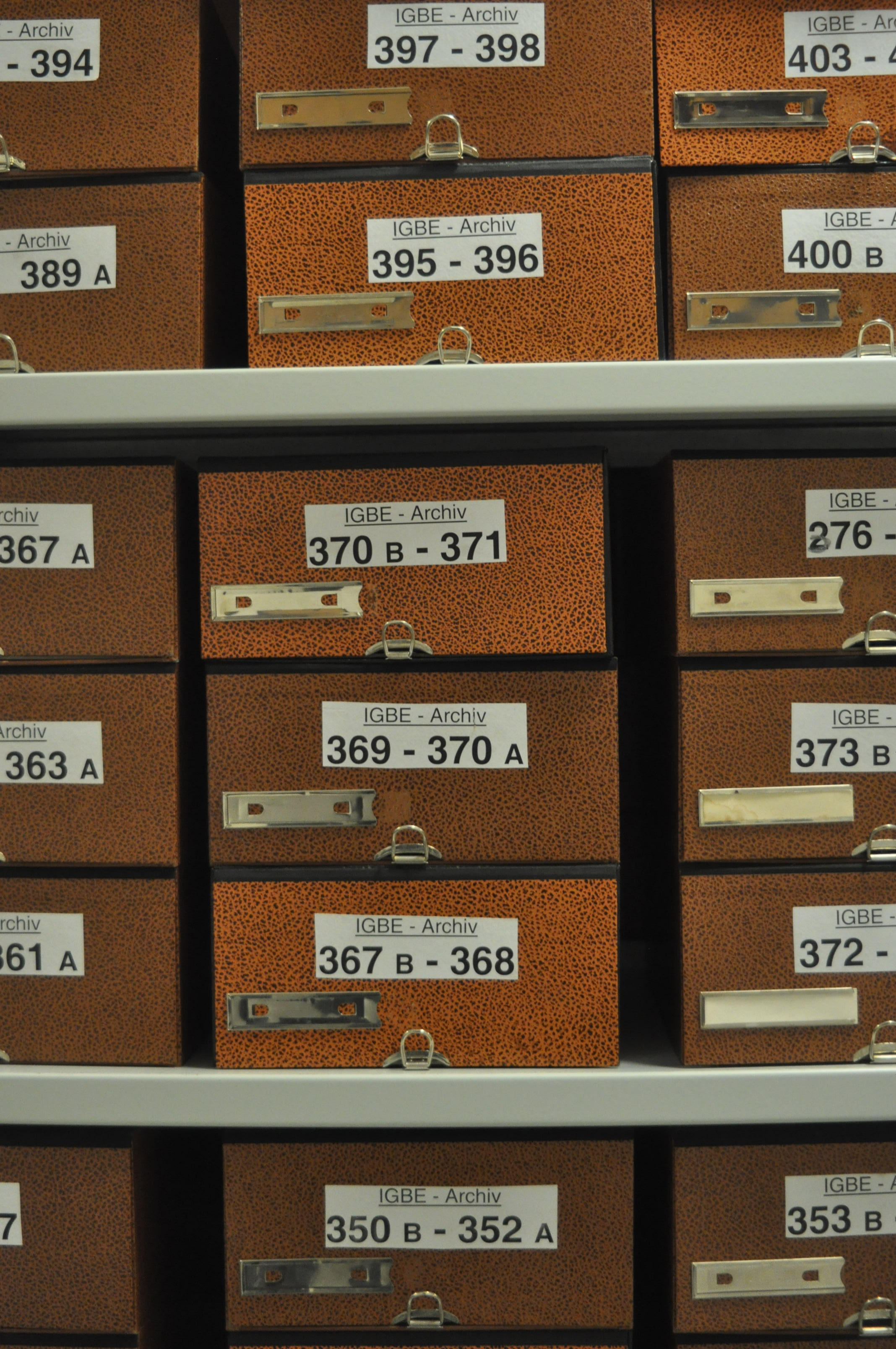
Im Magazin des AHGR

Das AHGR bewahrt und erschließt Bestände, die über die historischen Prozesse der Region Ruhrgebiet Auskunft geben. Im Fokus des Archivs liegen Bestände von Akteuren in Geschichte und Gegenwart, die zwischen der Ebene der Kommunen und der Ebene des Landes Nordrhein-Westfalen angesiedelt sind. Es interessiert insbesondere der Faktor Arbeit, der Land und Menschen in der Montanregion prägte, sowie die Planung des Raums, die Bewältigung des Strukturwandels und nicht zuletzt die Arbeit und die Tätigkeiten von Frauen und Männern, die die Region wesentlich mitprägten.
Folgende Aktenbestände befinden sich im Archiv:
- Nachlässe von Frauen und Männern der Region;[2]
- Internationale Bauausstellung Emscher Park (1989–1999);
- RUHR.2010 – Kulturhauptstadt Europas;
- der IG BCE und ihrer Vorläuferorganisationen IG Bergbau und Energie, Gewerkschaft Leder, und IG CPK;
- des Regionalverbandes Ruhr und seiner Vorläuferorganisationen, der Kommunalverbund Ruhr und der Siedlungsverband Ruhrkohlenbezirk.

Der Bestand des Archivs ist über den Onlinekatalog einzusehen.

## Benutzung
Das Archiv bietet seine Bestände allen Interessierten zur Einsichtnahme kostenfrei an.
Unterlagen aus den Beständen können innerhalb der Öffnungszeiten der Stiftungsbibliothek im Lesesaal eingesehen werden.

## Ausstellungen
- Regionale Planung für Bochum 17. Oktober bis 30. November 2021[4][5]
- Plan haben – Kommunikations und Planung im Ruhrgebiet[6]
- „Wann wir schreiten Seit’ an Seit“. Der Marsch nach Bonn 1959[7][8]